# Lili Marleen
Lili Marleen (poznata i kao "Lili Marlen", "Lilli Marlene", "Lily Marlene", "Lili Marlène" i sl.) njemačka je ljubavna pjesma koja je postala popularna tijekom Drugog svjetskog rata. Stihove je 1915. napisao Hans Leip, a uglazbio ju je Norbert Schultze 1938. godine. Pjesmu su preveli i Amerikanci, Rusi, Francuzi, a Britanci su na ratištu u Africi čak proglasili svojom pjesmom – “Eighth Army Song”.
Izvorni naslov pjesme bio "Das Mädchen unter der Laterne" (Djevojka pod uličnom svjetiljkom), ali je postala popularna kao "Lili Marleen". 
Njemačka varijanta snimljena je 1939. godine u izvedbi Lale Andersen, a verziju na engleskom jeziku pjevala je Marlene Dietrich.
Nakon njemačkog zauzeća Beograda 18. travnja 1941. pjesma "Lili Marleen" u izvedbi Lale Andersen emitirana je svake večeri u 21:55 na tamošnjoj radio postaji Radio Beograd (tada radijska postaja njemačkih okupacijskih postrojbi pod nazivom „Soldatensender Belgrad“ („Vojnički radio Beograd“)), čiji se signal mogao dobiti diljem Europe i sjeverne Afrike. Tada je pjesma postala vrlo popularna. 
Njemački tekst 
Vor der Kaserne,
Vor dem großen Tor,
Stand eine Laterne.
Und steht sie noch davor,
So woll'n wir uns da wieder seh'n,
Bei der Laterne wollen wir steh'n
Wie einst, Lili Marleen.
Uns'rer beiden Schatten
Sah'n wie einer aus.
Daß wir so lieb uns hatten,
Das sah man gleich daraus.
Und alle Leute soll'n es seh'n,
Wenn wir bei der Laterne steh'n
Wie einst, Lili Marleen.
Schon rief der Posten,
Sie bliesen Zapfenstreich,
Es kann drei Tage kosten,
Kam'rad, ich komm' ja gleich,
Da sagten wir auf Wiedersehn,
Wie gerne würd' ich mit dir geh'n,
Mit dir, Lili Marleen.
Deine Schritte kennt sie,
Deinen schönen Gang,
Alle Abend brennt sie,
Doch mich vergaß sie lang.
Und sollte mir ein Leid gescheh'n,
Wer wird bei der Laterne steh'n
Mit dir, Lili Marleen?
Aus dem stillen Raume,
Aus der Erde Grund,
Hebt mich wie im Traume
Dein verliebter Mund.
Wenn sich die späten Nebel drehn,
Werd' ich bei der Laterne steh'n
Wie einst, Lili Marleen.

## Hrvatska inačica tijekom velikosrpske agresije
Tijekom Domovinskog rata mogla se čuti pjesma Lili Marleen, prevedena kao "Čekam te". Pjevale su je glumice Suzana Nikolić, Urša Raukar, Anja Šovagović Despot, Barbara Nola, Alma Prica, Doris Šarić i Branka Cvitković.
Čekam te
Dan polako sviće,
blijedi ova noć
iz zagrljaja moga
na front ti moraš poć',
ali ma gdje bio s tobom je
i mjesec naš i zvijezde sve
i znaj da čekam te
i znaj da čekam te.
Ti otvaraš vrata,
tiho kuca sat,
ne gledaj me tako,
to tek je kiše kap.
Idi sada, dušo, jutro je,
idi sad, ne gledaj me,
al' znaj da čekam te
al' znaj da čekam te.
Jednom ova jutra
zauvijek će proć'
i večeri jedne ti ćes meni doć',
ali sad ću poslat anđele
da kažu ti da ljubim te,
da znaš da čekam te
da znaš da čekam te.
Kad se noću budim,
tebe nema tu,
ja osjećam tvoj dodir,
i čežnju tvoju svud.
Vratit ćeš se, dragi, k meni ti
i naš će san oživjeti
i znaš da ja to znam,
ti znas da tvoja sam.
Sanjam tvoje oči,
tvoje osmijehe,
sanjam tvoje lice,
tvoje cjelove,
tebe noćas ljube zvjezdice,
i Mjesec naš i krijesnice
i noći daleke
i noći daleke.
Neka moja pjesma
tebi snage da
i znaj da samo tvoja,
tvoja ja sam sva
nikome te ne dam, voljeni,
i sretni bit ćemo opet mi
i ja ću čekati za tebe živjeti.
Ne dam svoju zemlju,
sela, gradove,
ne dam naše šume,
polja, domove,
ne dam našu lijepu Hrvatsku
i s tobom sad ja branim nju
i znaj da čekam te
i znaj da čekam te.
I srušene će kuće opet stajati
i svako će se dijete opet smijati
i nasu pjesmu čut će svi
jer Hrvatska to svi smo mi,
nek' ljubav pobijedi!

## Vanjske poveznice
- DW.com: Pjesma koja je osvojila svijet
- [neaktivna poveznica]
- Službena stranica Lili Marleen
- Lili Marleen by Lale Anderson on Internet Archive